# Skt. Anna Gade
Skt. Anna Gade i Aarhus er en gade på Frederiksbjerg i Midtbyen. 
I Skt. Anna Gade ligger bl.a. fritidscenteret Sct. Annagade, der der er er mødested for blandt andet byens skatere, børnene fra Legepladsen Skolemarken og mange folkeoplysende forening, der dagligt eller ugentligt benytter stedets lokaler. Tobaksrygning og alkohol er ikke tilladt på matriklen. Udendørs musik er kun tilladt med særlig tilladelse.

## Historie
De nuværende bygninger er bygget over flere omgange. De ældste af bygningerne er opført omkring 1880'erne. De blev bygget for at etablere det daværende Århus Amtssygehus.
Hovedfløjen – som ligger langs Ingerslevs Boulevard – stod færdigbygget omkring 1909-1910. Bygningerne fungerede som hospital til lige efter 2. Verdenskrig. Herefter blev hospitalsdriften flyttet til det nuværende Århus Amtssygehus.
I slutningen af 1940'erne stod bygningerne klar til at modtage skoleelever fra Århus Kommunale Skolevæsen. Omkring 1955 stod tilbygningerne klar da elevtallet var stigende. Da Sct. Annagade Skole var på det højeste var der ca. 700 elever.
I slutningen af 1960'erne og starten af 1970'erne flyttede mange af beboerne væk fra Frederiksbjerg. Da elevgrundlaget svandt ind, blev skolen under store protester nedlagt, så de sidste elever stoppede ved skoleferiens start i 1976. Herefter overtog Århus Kommunes Fritids- og Kulturforvaltning driften af skolen.
Der har siden Fritids- og Kulturforvaltningen – i dag Sport & Fritid – overtog driften været en utrolig spændende udvikling af stedet.